# Aricia astrarche
Aricia astrarche är en fjärilsart som beskrevs av Johann Andreas Benignus Bergsträsser 1779. Aricia astrarche ingår i släktet Aricia och familjen juvelvingar. Inga underarter finns listade i Catalogue of Life.